# Poljaki
Poljaki so slovanski narod, ki živi predvsem na Poljskem in govori poljščino. Manjšina živi tudi v ZDA, Nemčiji, Ukrajini in Romuniji. Število Poljakov, ki živijo v domovini, je 38 milijonov, izven meja pa jih je po grobih ocenah med 16 in 23 milijonov; skupno več kot 60 milijonov.